# Chatelaine

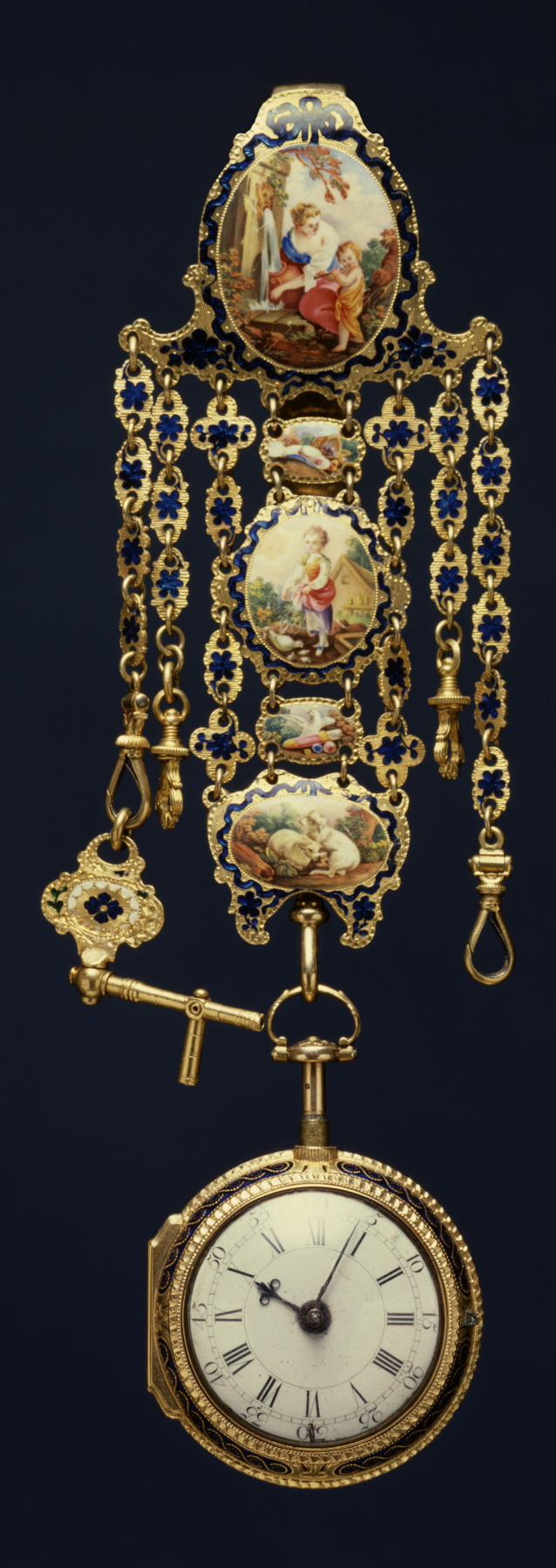
Chatelaine um 1775

Die Chatelaine (von frz. [chaîne] châtelaine) ist ein dekorativer Anhänger, mit dessen Hilfe Uhren und andere kleine Gegenstände an der Kleidung befestigt werden.
Im heutigen Sprachgebrauch ist damit meist ein mehrgliedriger Anhänger gemeint, der statt einer Uhrenkette an einer Taschenuhr befestigt und ausschließlich dann verwendet wird, wenn die Taschenuhr in einer Frackweste verwahrt wird. Uhrenketten werden zu allen anderen Anlässen benutzt.
Im Französischen ist der Begriff châtelaine in dieser Bedeutung seit der ersten Hälfte des 19. Jahrhunderts nachgewiesen. Er entstand aus der Verkürzung des gleichbedeutenden Begriffes „chaîne châtelaine“ (wörtlich: Burgherren- oder Burgfrauenkette).

## Entwicklung der Chatelaine

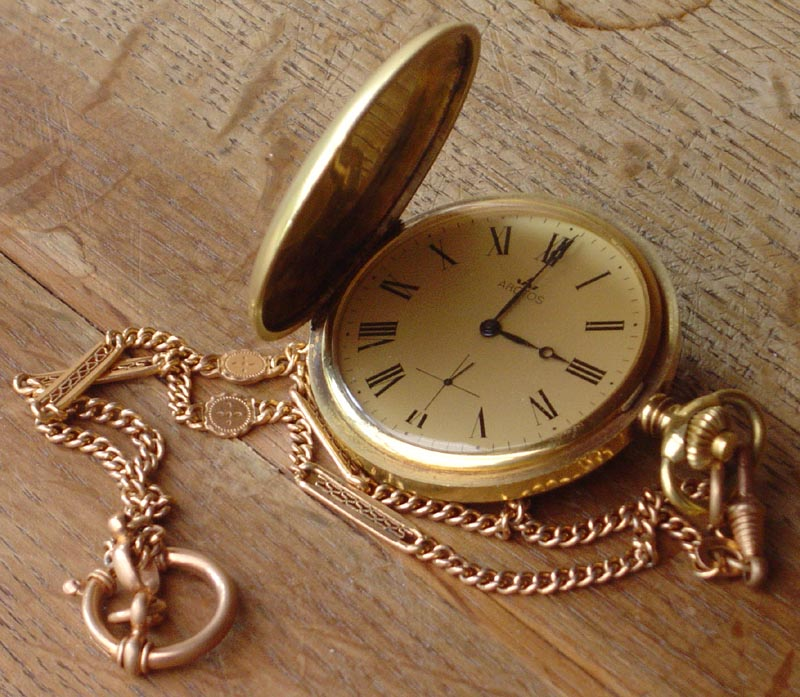
Taschenuhr mit Uhrenkette

Eine Chatelaine wurde bereits in der angelsächsischen Bettbestattung von Trumpington aus dem 7. Jahrhundert gefunden.
Im 15. und im 16. Jahrhundert war eine Chatelaine ein Gürtel, der von Frauen getragen wurde. Er bestand aus Metallgliedern, an denen z. B. Geldbeutel, ein Bestecksatz, Schlüssel und andere kleine Gegenstände befestigt werden konnten.
Im 18. Jahrhundert entwickelte sich daraus ein Anhänger, der mittels eines großen, flachen Hakens am Rock- oder Hosenbund befestigt werden kann. Den Haken verdeckt eine Zierplatte, von der 3–5 weitere, kleinere Zierplatten herabhängen. An den Seiten und am unteren Ende sind Karabinerhaken befestigt, an die Uhren, Uhrschlüssel, Petschaft und Ziergegenstände gehängt werden können.
Im 19. Jahrhundert teilt sich die Entwicklung der Chatelaine in zwei Hauptzweige: Eine Fortführung der Chatelaine des 18. Jh. für Frauen, die daran vor allem Nähzubehör wie Scheren, Fingerhüte, Nadelbehälter etc. trugen, sowie für Männer ein Anhänger für Taschenuhren, in der Umgangssprache „Bierzipf“ genannt. Auch die Männer befestigten kleine Gegenstände an der Chatelaine, am häufigsten den Uhrschlüssel und ein Petschaft.
Aus den Chatelaines entwickelten sich auch die Berlockenketten und vermutlich das Charivari.